# 알렉세이 슐긴

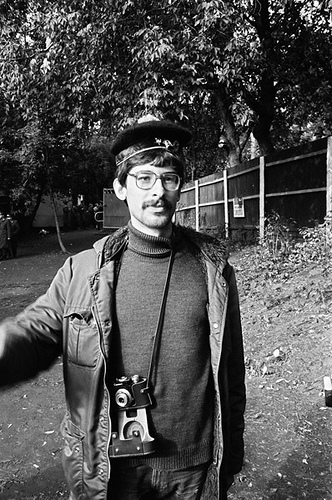
1987년

알렉세이 슐긴(Алексей Шульгин)은 러시아 태생의 미디어 아트 예술가, 음악가, 온라인 큐레이터이다.